# 孙元章
孙元章，清华大学、武汉大学教授，主要研究方向：电力系统稳定与控制、新能源发电及其并网技术等。中华人民共和国教育部第三批“长江学者”特聘教授，担任《中国科学》、《中国电机工程学报》等刊物编委。主持“973”等多个重点项目，获得中国教育部自然科学一等奖等奖项。
1988年6月获清华大学工学博士学位。1988-2010年，在清华大学电机工程系任教，后升任教授，期间曾任清华大学“电力系统及发电设备控制与仿真”国家重点实验室副主任；2010-2013年，任武汉大学电气工程学院院长。